# Distrito de Kibuku
El distrito de Kibuku es uno de los ciento once distritos que dan origen a la actual organización territorial de la República de Uganda. Su ciudad capital es la ciudad de Kibuku.

## Localización
El distrito de Kibuku limita al norte con el distrito de Pallisa, por el sur con el distrito de Butaleja, al este comparte fronteras con el distrito de Budaka, y con el distrito de Busiki al oeste.

## Población
El distrito de Kibuku cuenta con una población total de 128.219 habitantes según las cifras suministradas por el censo poblacional llevado a cabo durante el año 2002 en Uganda.